# Pseudagrion azureum
Pseudagrion azureum là một loài chuồn chuồn kim trong họ Coenagrionidae.
Loài này được xếp vào nhóm loài ít quan tâm trong sách Đỏ của IUCN năm 2008.
Pseudagrion azureum được miêu tả khoa học năm 1939 bởi Needham & Gyger.